# Milli (namn)
Milli är ett namn men kan också vara ett smeknamn till Camilla eller Michaela. Det finns också ett populärt engelskt namn som stavas Millie. Det fanns år 2007 46 personer som hade Milli som förnamn i Sverige, varav 23 som tilltalsnamn.